# Championnats d'Europe de natation 2024
Navigation
Rome 2022 Paris 2026
Les Championnats d'Europe de natation 2024 sont la 37e édition de la compétition européenne de natation. Ils se déroulent du 10 au 23 juin 2024 à Belgrade.
Du 25 juin au 5 juillet, les championnats d'Europe Masters s'enchaineront dans les mêmes infrastructures.
L'événement avait été initialement attribué à Kazan, en Russie, avant l'invasion russe de l'Ukraine : l'annonce du nouvel hôte de l’événement a été retardée en raison de la « situation politique » en Europe.
Calée juste un mois avant les épreuves des Jeux olympiques, plusieurs fédérations envisagent de pas y participer comme la Fédération royale néerlandaise de natation (KNZB). L'équipe de France ne participe pas aux épreuves de natation course, en raison de la concomitance avec les sélections nationales qui avaient lieu à Chartres.

## Organisation
Le site pour la natation sportive et la natation synchronisée est le centre sportif Milan Gale Muškatirovic. Les compétitions de plongeon ont lieu à l'Institut serbe du sport et de la médecine du sport. Le départ de la natation en eau libre est l'île d'Ada Ciganlija avec une course sur le lac Savsko Jezero.
| ● | Finales |

| Juin                | 10 | 11 | 12 | 13 | 14 | 15 | 16 | 17 | 18 | 19 | 20 | 21 | 22 | 23 | Total |
| ------------------- | -- | -- | -- | -- | -- | -- | -- | -- | -- | -- | -- | -- | -- | -- | ----- |
| Natation sportive   |    |    |    |    |    |    |    | 3  | 6  | 7  | 5  | 6  | 7  | 9  | 43    |
| Nage en eau libre   |    |    | 2  | 2  | 2  | 1  |    |    |    |    |    |    |    |    | 7     |
| Natation artistique | 1  | 2  | 2  | 3  | 3  |    |    |    |    |    |    |    |    |    | 11    |
| Plongeon            |    |    |    |    |    |    |    | 1  | 2  | 2  | 2  | 2  | 2  | 2  | 13    |
| Total               | 1  | 2  | 4  | 5  | 5  | 1  |    | 4  | 8  | 9  | 7  | 8  | 9  | 11 | 74    |
| Total cumulé        | 1  | 3  | 7  | 12 | 17 | 18 |    | 22 | 30 | 39 | 46 | 54 | 63 | 74 | 74    |

## Natation sportive

### Résultats

#### Hommes
| Épreuves               | Or | Or                 | Argent | Argent             | Bronze | Bronze        |
| ---------------------- | --- | ------------------ | --- | ------------------ | --- | ------------- |
| Nage libre             | |                    | |                    | |               |
| 50 m                   | Kristián Goloméev | 21 s 72            | Stérgios-Mários Bílas | 21 s 73            | Vladyslav Bukhov | 21 s 85       |
| 100 m                  | David Popovici | 46 s 88            | Nándor Németh | 47 s 49            | Andrej Barna | 47 s 66 (NR)  |
| 200 m                  | David Popovici | 1 min 43 s 13      | Danas Rapšys | 1 min 45 s 65      | Antonio Djakovic | 1 min 46 s 32 |
| 400 m                  | Felix Auböck | 3 min 43 s 24      | Dimitrios Markos | 3 min 47 s 44      | Antonio Djakovic | 3 min 47 s 62 |
| 800 m                  | Mykhailo Romanchuk | 7 min 46 s 20      | Dimitrios Markos | 7 min 48 s 59 (NR) | Zalán Sárkány | 7 min 49 s 29 |
| 1 500 m                | Kuzey Tunçelli | 14 min 55 s 64     | Mykhailo Romanchuk | 15 min 0 s 99      | Zalán Sárkány | 15 min 6 s 67 |
| Papillon               | |                    | |                    | |               |
| 50 m                   | Stérgios-Mários Bílas | 23 s 15            | Simon Bucher | 23 s 19            | Daniel Gracík | 23 s 26       |
| 100 m                  | Kristóf Milák | 50 s 82            | Hubert Kós | 50 s 96            | Jakub Majerski | 50 s 98       |
| 200 m                  | Kristóf Milák | 1 min 54 s 43      | Krzysztof Chmielewski | 1 min 54 s 78      | Michał Chmielewski | 1 min 55 s 51 |
| Dos                    | |                    | |                    | |               |
| 50 m                   | Apóstolos Chrístou | 24 s 39            | Ksawery Masiuk | 24 s 63            | Evangelos Makrygiannis | 24 s 74       |
| 100 m                  | Apóstolos Chrístou | 52 s 23            | Evangelos Makrygiannis | 52 s 83            | Ksawery Masiuk | 53 s 56       |
| 200 m                  | Oleksandr Zheltyakov | 1 min 55 s 39 (NR) | Apostolos Siskos | 1 min 55 s 42 (NR) | Roman Mityukov | 1 min 55 s 75 |
| Brasse                 | |                    | |                    | |               |
| 50 m                   | Hüseyin Emre Sakçı | 26 s 92            | Noel de Geus | 26 s 93            | Kristian Pitshugin | 27 s 02 (NR)  |
| 100 m                  | Melvin Imoudu | 58 s 84            | Berkay Öğretir | 59 s 23            | Andrius Šidlauskas | 59 s 27       |
| 200 m                  | Lyubomir Epitropov Erik Persson                                                                                           | 2 min 9 s 45       | Non attribué | Non attribué       | Jan Kałusowski | 2 min 10 s 20 |
| Quatre nages           | |                    | |                    | |               |
| 200 m                  | Hubert Kós | 1 min 57 s 21      | Ron Polonsky | 1 min 57 s 36      | Berke Saka | 1 min 58 s 62 |
| 400 m                  | Apóstolos Papastámos | 4 min 10 s 83 (NR) | Balázs Holló | 4 min 11 s 51      | Gábor Zombori | 4 min 11 s 70 |
| Relais                 | |                    | |                    | |               |
| 4 × 100 m nage libre   | Serbie- Velimir Stjepanović - Nikola Aćin - Justin Cvetkov - Andrej Barna                                                 | 3:12.90 (NR)       | Pologne- Mateusz Chowaniec - Dominik Dudys - Ksawery Masiuk - Kamil Sieradzki Participation aux séries- Bartosz Piszczorowicz Paweł Korzeniowski | 3:13.25 (NR)       | Grèce- Apóstolos Chrístou - Stérgios-Mários Bílas - Kristián Goloméev - Andréas Vazaíos Participation aux séries- Odysseus Meladinis - Evangelos Makrygiannis | 3:13.73       |
| 4 × 200 m nage libre   | Lituanie- Tomas Navikonis - Tomas Lukminas - Kristupas Trepočka - Danas Rapšys Participation aux séries- Rokas Jazdauskas | 7 min 8 s 04 (NR)  | Hongrie- Nándor Németh - Balázs Holló - Richárd Márton - Hubert Kós Participation aux séries- Attila Kovács - Boldizsár Magda                    | 7 min 9 s 59       | Grèce- Dimitrios Markos - Konstantinos Englezakis - Konstantinos Emmanouil Stamou - Andréas Vazaíos                                                           | 7 min 9 s 73  |
| 4 × 100 m quatre nages | Autriche- Bernhard Reitshammer - Valentin Bayer - Simon Bucher - Heiko Gigler                                             | 3:33.41            | Pologne- Ksawery Masiuk - Jan Kalusowski - Jakub Majerski - Kamil Sieradzki Participation aux séries- Adrian Jaskiewicz - Dominik Dudys          | 3:33.44            | Ukraine- Oleksandr Zheltiakov - Volodymyr Lisovets - Arsenii Kovalov - Illia Linnyk                                                                           | 3:33.50       |

#### Femmes
| Épreuves               | Or | Or                 | Argent | Argent         | Bronze | Bronze            |
| ---------------------- | --- | ------------------ | --- | -------------- | --- | ----------------- |
| Nage libre             | |                    | |                | |                   |
| 50 m                   | Petra Senánszky | 24 s 56 (NR)       | Theodóra Drákou | 24 s 59 (NR)   | Julie Kepp Jensen | 24 s 79           |
| 100 m                  | Barbora Seemanová | 53 s 50 (NR)       | Barbora Janíčková | 54 s 17        | Nikolett Pádár | 54 s 22           |
| 200 m                  | Barbora Seemanová | 1 min 55 s 37      | Minna Ábrahám | 1 min 57 s 22  | Nicole Maier | 1 min 57 s 36     |
| 400 m                  | Ajna Késely | 4 min 6 s 56       | Barbora Seemanová | 4 min 6 s 72   | Francisca Martins | 4 min 10 s 94     |
| 800 m                  | Ajna Késely | 8 min 29 s 96      | Fleur Lewis | 8 min 33 s 54  | Deniz Ertan | 8 min 34 s 31     |
| 1 500 m                | Vivien Jackl | 16 min 6 s 37      | Celine Rieder | 16 min 15 s 98 | Fleur Lewis | 16 min 17 s 53    |
| Papillon               | |                    | |                | |                   |
| 50 m                   | Sara Junevik | 25 s 68            | Roos Vanotterdijk | 26 s 08        | Anna Ntountounaki | 26 s 18           |
| 100 m                  | Roos Vanotterdijk | 57 s 47            | Georgia Damasioti | 57 s 74        | Sara Junevik | 58 s 06           |
| 200 m                  | Helena Rosendahl Bach | 2 min 7 s 88       | Lana Pudar | 2 min 8 s 15   | Boglárka Kapás | 2 min 8 s 22      |
| Dos                    | |                    | |                | |                   |
| 50 m                   | Danielle Hill | 27 s 73            | Theodóra Drákou | 27 s 87        | Adela Piskorska | 28 s 00           |
| 100 m                  | Adela Piskorska | 59 s 79            | Danielle Hill | 1 min 0 s 19   | Roos Vanotterdijk | 1 min 0 s 58      |
| 200 m                  | Camila Rebelo | 2 min 8 s 95 (NR)  | Dóra Molnár | 2 min 9 s 02   | Eszter Szabó-Feltóthy | 2 min 9 s 21      |
| Brasse                 | |                    | |                | |                   |
| 50 m                   | Dominika Sztandera | 30 s 55            | Veera Kivirinta | 30 s 65        | Olivia Klint Ipsa | 30 s 90           |
| 100 m                  | Eneli Jefimova | 1 min 6 s 41       | Lisa Mamié | 1 min 7 s 15   | Olivia Klint Ipsa | 1 min 7 s 73      |
| 200 m                  | Kristýna Horská | 2 min 23 s 60      | Clara Rybak-Andersen | 2 min 25 s 20  | Lisa Mamié | 2 min 26 s 10     |
| Quatre nages           | |                    | |                | |                   |
| 200 m                  | Anastasia Gorbenko | 2 min 9 s 75       | Lea Polonsky | 2 min 11 s 18  | Barbora Seemanová | 2 min 11 s 48     |
| 400 m                  | Anastasia Gorbenko | 4 min 36 s 05      | Vivien Jackl | 4 min 38 s 96  | Zsuzsanna Jakabos | 4 min 40 s 24     |
| Relais                 | |                    | |                | |                   |
| 4 × 100 m nage libre   | Hongrie- Petra Senánszky - Minna Ábrahám - Panna Ugrai - Nikolett Pádár Participation aux séries- Dóra Molnár - Zsuzsanna Jakabos                                  | 3:36.77 (NR)       | Danemark- Elisabeth Sabroe Ebbesen - Signe Bro - Julie Kepp Jensen - Schastine Tabor Participation aux séries- Karoline Sørensen | 3:38.48        | Pologne- Kornelia Fiedkiewicz - Zuzanna Famulok - Wiktoria Gusc - Aleksandra Polanska Participation aux séries- Julia Maik               | 3:41.01           |
| 4 × 200 m nage libre   | Israël- Anastasia Gorbenko - Daria Golovaty - Ayla Spitz - Lea Polonsky Participation aux séries- Andrea Murez                                                     | 7 min 51 s 83 (NR) | Hongrie- Lilla Ábrahám - Ajna Késely - Dóra Molnár - Nikolett Pádár Participation aux séries- Zsuzsanna Jakabos - Panna Ugrai    | 7 min 52 s 92  | Turquie- Gizem Güvenç - Ela Naz Özdemir - Ecem Dönmez - Zehra Durup Bilgin                                                               | 8 min 1 s 58 (NR) |
| 4 × 100 m quatre nages | Pologne- Adela Piskorska - Dominika Sztandera - Paulina Peda - Kornelia Fiedkiewicz Participation aux séries- Laura Bernat - Wiktoria Piotrowska - Zuzanna Famulok | 3:58.71            | Hongrie- Lora Komoróczy - Eszter Békési - Panna Ugrai - Nikolett Pádár Participation aux séries- Minna Ábrahám                   | 4:01.50 (NR)   | Danemark- Schastine Tabor - Clara Rybak-Andersen - Helena Rosendahl Bach - Julie Kepp Jensen Participation aux séries- Elisabeth Ebbesen | 4:02.03           |

#### Mixte
| Épreuves               | Or | Or            | Argent | Argent        | Bronze | Bronze        |
| ---------------------- | --- | ------------- | --- | ------------- | --- | ------------- |
| Relais                 | |               | |               | |               |
| 4 × 100 m nage libre   | Hongrie- Hubert Kós - Szebasztián Szabó - Panna Ugrai - Nikolett Pádár Participation aux séries- Bence Szabados - Boldizsár Magda - Minna Ábrahám                      | 3:25.69       | Pologne- Mateusz Chowaniec - Kamil Sieradzki - Zuzanna Famulok - Kornelia Fiedkiewicz Participation aux séries- Bartosz Piszczorowicz - Dominik Dudys - Wiktoria Gusc - Aleksandra Polańska | 3:26.53       | Allemagne- Martin Wrede - Peter Varjasi - Nicole Maier - Nina Jazy Participation aux séries- Ole Mats Eidam - Maya Werner - Leonie Kullmann | 3:27.01       |
| 4 × 100 m quatre nages | Israël- Anastasia Gorbenko - Ron Polonsky - Gal Cohen Groumi - Andrea Murez Participation aux séries- Ayla Spitz - Jonathan Itzhaki - Ariel Hayon - Alexey Glivinskiy  | 3 min 45 s 74 | Allemagne- Maya Werner - Melvin Imoudu - Luca Armbruster - Nina Jazy Participation aux séries- Noel de Geus - Bjorn Kammann                                                                 | 3 min 48 s 12 | Hongrie- Hubert Kós - Eszter Békési - Richárd Márton - Petra Senánszky Participation aux séries- Ádám Jászó                                 | 3 min 48 s 79 |
| 4 × 200 m nage libre   | Israël - Anastasia Gorbenko - Ron Polonsky - Gal Cohen Groumi - Andrea Murez Participation aux séries- Ayla Spitz - Jonathan Itzhaki - Ariel Hayon - Alexey Glivinskiy | 3:45.74       | Allemagne- Maya Werner (1:02.77) - Melvin Imoudu (59.09) - Luca Armbruster (51.51) - Nina Jazy Participation aux séries- Noel de Geus - Bjorn Kammann                                       | 3:48.12       | Hongrie- Hubert Kós - Eszter Békési - Richárd Márton - Petra Senánszky Participation aux séries- Ádám Jászó                                 | 3:48.79       |

### Trophée des nations
| Rang | Équipe | Points |
| ---- | ------ | ------ |
| 1    |        |        |
| 2    |        |        |
| 3    |        |        |
| 4    |        |        |
| 5    |        |        |
| 6    |        |        |
| 7    |        |        |
| 8    |        |        |
| 9    |        |        |
| 10   |        |        |

### Tableau des médailles
- Nation organisatrice

| Rang  | Nation             | Or | Argent | Bronze | Total |
| ----- | ------------------ | -- | ------ | ------ | ----- |
| 1     | Hongrie            | 10 | 9      | 8      | 27    |
| 2     | Grèce              | 5  | 8      | 4      | 17    |
| 3     | Israël             | 4  | 2      | 1      | 7     |
| 4     | Pologne            | 3  | 6      | 6      | 15    |
| 5     | Tchéquie           | 3  | 2      | 2      | 7     |
| 6     | Turquie            | 2  | 1      | 3      | 6     |
| 7     | Ukraine            | 2  | 1      | 2      | 5     |
| 8     | Autriche           | 2  | 1      | 0      | 3     |
| 9     | Suède              | 2  | 0      | 3      | 5     |
| 10    | Roumanie           | 2  | 0      | 0      | 2     |
| 11    | Allemagne          | 1  | 3      | 3      | 7     |
| 12    | Danemark           | 1  | 2      | 2      | 5     |
| 13    | Belgique           | 1  | 1      | 1      | 3     |
| 13    | Lituanie           | 1  | 1      | 1      | 3     |
| 15    | Irlande            | 1  | 1      | 0      | 2     |
| 16    | Portugal           | 1  | 0      | 1      | 2     |
| 16    | Serbie             | 1  | 0      | 1      | 2     |
| 18    | Bulgarie           | 1  | 0      | 0      | 1     |
| 18    | Estonie            | 1  | 0      | 0      | 1     |
| 20    | Suisse             | 0  | 1      | 4      | 5     |
| 21    | Royaume-Uni        | 0  | 1      | 1      | 2     |
| 22    | Bosnie-Herzégovine | 0  | 1      | 0      | 1     |
| 22    | Finlande           | 0  | 1      | 0      | 1     |
| Total | Total              | 44 | 42     | 43     | 129   |

## Natation artistique

### Résultats

#### Femmes
| Épreuves       | Or                                               | Or       | Argent                                           | Argent   | Bronze                                  | Bronze   |
| -------------- | ------------------------------------------------ | -------- | ------------------------------------------------ | -------- | --------------------------------------- | -------- |
| Solo libre     | Vasiliki Alexandri                               | 257.4959 | Klara Bleyer                                     | 253.4772 | Marloes Steenbeek                       | 238.1667 |
| Solo technique | Vasiliki Alexandri                               | 260.5967 | Klara Bleyer                                     | 242.9617 | Marloes Steenbeek                       | 240.4816 |
| Duo libre      | Pays-Bas- Bregje de Brouwer - Noortje de Brouwer | 264.6584 | Grande-Bretagne- Kate Shortman - Isabelle Thorpe | 261.0313 | Israël- Shelly Bobritsky - Ariel Nassee | 245.6105 |
| Duo technique  | Pays-Bas- Bregje de Brouwer - Noortje de Brouwer | 260.6567 | Grande-Bretagne- Kate Shortman - Isabelle Thorpe | 256.7184 | Israël- Shelly Bobritsky - Ariel Nassee | 243.6250 |

#### Open
| Épreuves                        | Or | Or       | Argent | Argent   | Bronze | Bronze   |
| ------------------------------- | --- | -------- | --- | -------- | --- | -------- |
| Par équipes routine acrobatique | Allemagne - Klara Bleyer - Amelie Blumenthal Haz - Maria Denisov - Solène Guisard - Daria Martens - Susana Rovner - Frithjof Seidel - Daria Tonn                             | 192.7166 | Grèce - Maria Alzigkouzi Kominea - Thaleia Dampali - Athina Kamarinopoulou - Zoi Karangelou - Maria Karapanagiotou - Artemi Koutraki - Ifigeneia Krommydaki - Vasiliki Thanou | 191.8100 | Italie - Beatrice Andina - Valentina Bisi - Beatrice Esegio - Alessia Macchi - Giorgia Lucia Macino - Marta Murru - Carmen Rocchino - Sophie Tabbiani | 159.2966 |
| Par équipes routine libre       | Grèce- Maria Alzigkouzi Kominea - Thaleia Dampali - Athina Kamarinopoulou - Zoi Karangelou - Maria Karapanagiotou - Artemi Koutraki - Ifigeneia Krommydaki - Vasiliki Thanou | 270.1980 | Italie- Beatrice Andina - Valentina Bisi - Beatrice Esegio - Alessia Macchi - Giorgia Lucia Macino - Marta Murru - Carmen Rocchino - Sophie Tabbiani                          | 254.7354 | Grande-Bretagne- Eleanor Blinkhorn - Florence Blinkhorn - Lily Halasi - Holly Hughes - Sophie Rowney - Robyn Swatman - Amelie Williams - Eve Young    | 219.0228 |
| Par équipes routine technique   | Espagne - Cristina Arámbula - Meritxell Ferré - Marina García - Lilou Lluís - Meritxell Mas - Alisa Ozhogina - Iris Tió - Blanca Toledano                                    | 278.4684 | Grèce - Maria Alzigkouzi Kominea - Thaleia Dampali - Athina Kamarinopoulou - Zoi Karangelou - Maria Karapanagiotou - Ifigeneia Krommydaki - Sofia Rigakou - Vasiliki Thanou   | 257.8918 | Italie - Beatrice Andina - Valentina Bisi - Beatrice Esegio - Alessia Macchi - Giorgia Lucia Macino - Marta Murru - Carmen Rocchino - Sophie Tabbiani | 256.8584 |

#### Hommes
| Épreuves       | Or              | Or       | Argent           | Argent   | Bronze               | Bronze   |
| -------------- | --------------- | -------- | ---------------- | -------- | -------------------- | -------- |
| Solo libre     | Ranjuo Tomblin  | 191.0293 | Giorgio Minisini | 183.5313 | Quentin Rakotomalala | 174.4708 |
| Solo technique | Dennis González | 225.8466 | Ranjuo Tomblin   | 204.4466 | Giorgio Minisini     | 185.9800 |

#### Mixte
| Épreuves        | Or                                     | Or       | Argent                                    | Argent   | Bronze                                           | Bronze   |
| --------------- | -------------------------------------- | -------- | ----------------------------------------- | -------- | ------------------------------------------------ | -------- |
| Mixte libre     | Espagne- Emma García - Dennis González | 189.7938 | Italie- Flaminia Vernice - Filippo Pelati | 188.6250 | Grande-Bretagne- Beatrice Crass - Ranjuo Tomblin | 175.1563 |
| Mixte technique | Espagne- Emma García - Dennis González | 218.7658 | Italie- Flaminia Vernice - Filippo Pelati | 217.1633 | Grande-Bretagne- Beatrice Crass - Ranjuo Tomblin | 202.9817 |

### Trophée des nations
| Rang | Équipe | Points |
| ---- | ------ | ------ |
| 1    |        |        |
| 2    |        |        |
| 3    |        |        |
| 4    |        |        |
| 5    |        |        |
| 6    |        |        |
| 7    |        |        |
| 8    |        |        |
| 9    |        |        |
| 10   |        |        |

### Tableau des médailles
- Nation organisatrice

| Rang  | Nation      | Or | Argent | Bronze | Total |
| ----- | ----------- | -- | ------ | ------ | ----- |
| 1     | Espagne     | 4  | 0      | 0      | 4     |
| 2     | Pays-Bas    | 2  | 0      | 2      | 4     |
| 3     | Autriche    | 2  | 0      | 0      | 2     |
| 4     | Royaume-Uni | 1  | 3      | 3      | 7     |
| 5     | Allemagne   | 1  | 2      | 0      | 3     |
| 5     | Grèce       | 1  | 2      | 0      | 3     |
| 7     | Italie      | 0  | 4      | 3      | 7     |
| 8     | Israël      | 0  | 0      | 2      | 2     |
| 9     | France      | 0  | 0      | 1      | 1     |
| Total | Total       | 11 | 11     | 11     | 33    |

## Plongeon

### Résultats

#### Hommes
| Épreuves               | Or                                    | Or     | Argent                                       | Argent | Bronze                                     | Bronze |
| ---------------------- | ------------------------------------- | ------ | -------------------------------------------- | ------ | ------------------------------------------ | ------ |
| Épreuves individuelles |                                       |        |                                              |        |                                            |        |
| Tremplin à 1 m         | Andrzej Rzeszutek                     | 394.40 | Matteo Santoro                               | 391.70 | Stefano Belotti                            | 370.50 |
| Tremplin à 3 m         | Gwendal Bisch                         | 440.75 | Matteo Santoro                               | 431.55 | Matthew Dixon                              | 431.15 |
| Plateforme à 10 m      | Robbie Lee                            | 489.45 | Carlos Camacho                               | 432.70 | Ben Cutmore                                | 429.90 |
| Épreuves synchronisées |                                       |        |                                              |        |                                            |        |
| Tremplin à 3 m         | France- Jules Bouyer - Alexis Jandard | 404.52 | Espagne- Juan Pablo Cortes - Nicolás García  | 379.08 | Pologne- Kacper Lesiak - Andrzej Rzeszutek | 375.24 |
| Plateforme à 10 m      | Autriche- Anton Knoll - Dariush Lotfi | 367.05 | Italie- Francesco Casalini - Julian Verzotto | 356.88 | Royaume-Uni- Ben Cutmore - Euan McCabe     | 350.70 |

#### Femmes
| Épreuves               | Or                                                 | Or     | Argent                                   | Argent | Bronze                               | Bronze       |
| ---------------------- | -------------------------------------------------- | ------ | ---------------------------------------- | ------ | ------------------------------------ | ------------ |
| Épreuves individuelles |                                                    |        |                                          |        |                                      |              |
| Tremplin à 1 m         | Elna Widerström                                    | 250.25 | Aleksandra Blazowska                     | 231.35 | Emilia Nilsson Garip                 | 230.15       |
| Tremplin à 3 m         | Desharne Bent-Ashmeil                              | 305.15 | Helle Tuxen                              | 243.20 | Clare Cryan                          | 240.55       |
| Plateforme à 10 m      | Ana Carvajal                                       | 287.90 | Emily Hallifax Sofiya Lyskun             | 278.10 | non attribué                         | non attribué |
| Épreuves synchronisées |                                                    |        |                                          |        |                                      |              |
| Tremplin à 3 m         | Royaume-Uni- Desharne Bent-Ashmeil - Amy Rollinson | 269.10 | Suède- Nina Janmyr - Elna Widerström     | 258.75 | France- Naïs Gillet - Juliette Landi | 243.33       |
| Plateforme à 10 m      | Ukraine- Ksenija Bajlo - Sofiya Lyskun             | 288.78 | Espagne- Valeria Antolino - Ana Carvajal | 260.67 | France- Jade Gillet - Emily Hallifax | 240.60       |

#### Mixte
| Épreuves                      | Or                                                             | Or     | Argent                                                                             | Argent | Bronze                                                                               | Bronze |
| ----------------------------- | -------------------------------------------------------------- | ------ | ---------------------------------------------------------------------------------- | ------ | ------------------------------------------------------------------------------------ | ------ |
| Tremplin à 3 m synchronisé    | Royaume-Uni- Ben Cutmore - Desharne Bent-Ashmeil               | 268.50 | Suède- Elias Petersen - Emilia Nilsson Garip                                       | 261.42 | Allemagne- Lou Massenberg - Jana Lisa Rother                                         | 260.85 |
| Plateforme à 10 m synchronisé | Espagne- Carlos Camacho - Valeria Antolino                     | 274.50 | Allemagne- Tom Waldsteiner - Carolina Coordes                                      | 266.34 | Ukraine- Marko Barsukov - Kseniia Bailo                                              | 256.02 |
| Par équipes                   | Espagne- Valeria Angelina - Carlos Camacho - Juan Pablo Cortés | 367.65 | Ukraine- Danylo Avanesov - Stanislav Oliferchyk - Karina Hlyzhina - Anna Pysmenska | 357.00 | Allemagne- Carolina Coordes - Jana Lisa Rother - Lou Massenberg - Luis Avila Sanchez | 352.30 |

### Trophée des nations
| Rang | Équipe      | Points |
| ---- | ----------- | ------ |
| 1    | Ukraine     | 179    |
| 2    | Royaume-Uni | 156    |
| 3    | Espagne     | 154    |
| 4    | Allemagne   | 146    |
| 5    | France      | 137    |
| 6    | Italie      | 104    |
| 7    | Suède       | 94     |
| 8    | Pologne     | 72     |
| 9    | Roumanie    | 57     |
| 10   | Autriche    | 50     |

### Tableau des médailles
- Nation organisatrice

| Rang  | Nation      | Or | Argent | Bronze | Total |
| ----- | ----------- | -- | ------ | ------ | ----- |
| 1     | Royaume-Uni | 4  | 0      | 3      | 7     |
| 2     | Espagne     | 3  | 3      | 0      | 6     |
| 3     | France      | 2  | 1      | 2      | 5     |
| 4     | Suède       | 1  | 2      | 1      | 4     |
| 4     | Ukraine     | 1  | 2      | 1      | 4     |
| 6     | Pologne     | 1  | 1      | 1      | 3     |
| 7     | Autriche    | 1  | 0      | 0      | 1     |
| 8     | Italie      | 0  | 3      | 1      | 4     |
| 9     | Allemagne   | 0  | 1      | 2      | 3     |
| 10    | Norvège     | 0  | 1      | 0      | 1     |
| 11    | Irlande     | 0  | 0      | 1      | 1     |
| Total | Total       | 13 | 14     | 12     | 39    |

## Nage en eau libre

### Résultats

#### Hommes
| Épreuves | Or                   | Or        | Argent               | Argent    | Bronze         | Bronze    |
| -------- | -------------------- | --------- | -------------------- | --------- | -------------- | --------- |
| 5 km     | Dávid Betlehem       | 53:28.3   | Marc-Antoine Olivier | 53:28.7   | Marcello Guidi | 53:30.8   |
| 10 km    | Gregorio Paltrinieri | 1:49:19.6 | Marc-Antoine Olivier | 1:49:41.0 | Dávid Betlehem | 1:49:41.2 |
| 25 km    | Dario Verani         | 5:08:50.9 | Matteo Furlan        | 5:08:56.6 | Axel Reymond   | 5:09:00.5 |

#### Femmes
| Épreuves | Or               | Or        | Argent            | Argent    | Bronze                | Bronze    |
| -------- | ---------------- | --------- | ----------------- | --------- | --------------------- | --------- |
| 5 km     | Leonie Beck      | 58:25.3   | Ginevra Taddeucci | 58:26.5   | Bettina Fábián        | 58:28.7   |
| 10 km    | Leonie Beck      | 2:00:54.8 | Barbara Pozzobon  | 2:00:54.9 | Giulia Gabbrielleschi | 2:00:58.5 |
| 25 km    | Barbara Pozzobon | 5:25:37.7 | Lea Boy           | 5:28:39.6 | Candela Sánchez       | 5:29:15.2 |

#### Mixte
| Épreuves           | Or                                                                           | Or        | Argent                                                                                | Argent    | Bronze                                                                           | Bronze    |
| ------------------ | ---------------------------------------------------------------------------- | --------- | ------------------------------------------------------------------------------------- | --------- | -------------------------------------------------------------------------------- | --------- |
| 5 km (4 × 1 250 m) | Hongrie- Mira Szimcsák - Bettina Fábián - Dávid Betlehem - Kristóf Rasovszky | 1:06:07.7 | Italie- Giulia Gabbrielleschi - Ginevra Taddeucci - Andrea Filadelli - Marcello Guidi | 1:06:28.6 | France- Caroline Jouisse - Océane Cassignol - Sacha Velly - Marc-Antoine Olivier | 1:06:51.7 |

### Trophée des nations
| Rang | Équipe      | Points |
| ---- | ----------- | ------ |
| 1    | Italie      | 214    |
| 2    | Allemagne   | 161    |
| 3    | Hongrie     | 159    |
| 4    | France      | 107    |
| 5    | Espagne     | 91     |
| 6    | Israël      | 33     |
| 7    | Grèce       | 26     |
| 7    | Monaco      | 26     |
| 9    | Royaume-Uni | 21     |
| 10   | Tchéquie    | 18     |

### Tableau des médailles
- Nation organisatrice

| Rang  | Nation    | Or | Argent | Bronze | Total |
| ----- | --------- | -- | ------ | ------ | ----- |
| 1     | Italie    | 3  | 4      | 2      | 9     |
| 2     | Allemagne | 2  | 1      | 0      | 3     |
| 3     | Hongrie   | 2  | 0      | 2      | 4     |
| 3     | France    | 0  | 2      | 2      | 4     |
| 3     | Espagne   | 0  | 0      | 1      | 1     |
| Total | Total     | 7  | 7      | 7      | 21    |

## Tableau global des médailles
- Nation organisatrice

| Rang  | Nation             | Or | Argent | Bronze | Total |
| ----- | ------------------ | -- | ------ | ------ | ----- |
| 1     | Hongrie            | 12 | 9      | 10     | 31    |
| 2     | Espagne            | 7  | 3      | 1      | 11    |
| 3     | Grèce              | 6  | 10     | 4      | 20    |
| 4     | Grande-Bretagne    | 5  | 4      | 7      | 16    |
| 5     | Autriche           | 5  | 1      | 0      | 6     |
| 6     | Pologne            | 4  | 7      | 7      | 18    |
| 7     | Allemagne          | 4  | 7      | 5      | 16    |
| 8     | Israël             | 4  | 2      | 3      | 9     |
| 9     | Italie             | 3  | 11     | 6      | 20    |
| 10    | Ukraine            | 3  | 3      | 3      | 9     |
| 11    | Suède              | 3  | 2      | 4      | 9     |
| 12    | Tchéquie           | 3  | 2      | 2      | 7     |
| 13    | France             | 2  | 3      | 5      | 10    |
| 14    | Turquie            | 2  | 1      | 3      | 6     |
| 15    | Pays-Bas           | 2  | 0      | 2      | 4     |
| 16    | Roumanie           | 2  | 0      | 0      | 2     |
| 17    | Danemark           | 1  | 2      | 2      | 5     |
| 18    | Belgique           | 1  | 1      | 1      | 3     |
| 18    | Irlande            | 1  | 1      | 1      | 3     |
| 18    | Lituanie           | 1  | 1      | 1      | 3     |
| 21    | Portugal           | 1  | 0      | 1      | 2     |
| 21    | Serbie             | 1  | 0      | 1      | 2     |
| 23    | Bulgarie           | 1  | 0      | 0      | 1     |
| 23    | Estonie            | 1  | 0      | 0      | 1     |
| 25    | Suisse             | 0  | 1      | 4      | 5     |
| 26    | Bosnie-Herzégovine | 0  | 1      | 0      | 1     |
| 26    | Finlande           | 0  | 1      | 0      | 1     |
| 26    | Norvège            | 0  | 1      | 0      | 1     |
| Total | Total              | 75 | 74     | 73     | 222   |